# 용당동 (부산)
용당동(龍塘洞)은 부산광역시 남구의 법정동이자 행정동이다.

## 관공서
- 대한상공회의소 부산인력개발원

## 교육
- 동명대학교
- 부경대학교 용당캠퍼스